# Out in the Blue
Out in the Blue is een CD van BZN uitgebracht in 2001. Het is een van hun best verkochte CD's. Het album zelf stond 34 weken in de Album top 100 en werd beloond met platina.
Een nummer dat niet op het album staat, is de single Where the nightingales sing. De opbrengsten van deze single kwamen ten goede van de slachtoffers van de Cafébrand Volendam. Dit nummer staat op het album Out in the Blue als Where the Churchbells still ring. De titel werd aangepast uit respect voor de nabestaanden. De single stond drie weken in de Top 40, met hoogste positite nummer achttien. In de Mega Top 100 hield deze single het acht weken uit, waarvan twee weken in de top 10.
Een ander nummer dat niet op het album staat is I'm a lucky son, dat op 12 juni 2015 alsnog werd uitgebracht ter gelegenheid van het jubileumalbum It happened 50 years ago.
De tweede single Keep Smiling van deze cd stond in geen enkele chart. De special, als promotie van dit album, werd opgenomen in Hoofddorp.

## Tracklist
1. Keep smiling [Veerman/Keizer/Tuijp]
2. Where the church-bells still ring [Veerman/Keizer/Tuijp]
3. In spite of everything [Veerman/Keizer/Tuijp]
4. Flying high [Plat/Veerman/Keizer/Tuijp]
5. J'aime la vie [Veerman/Keizer/Tuijp]
6. Oh I miss you [Veerman/Keizer/Tuijp]
7. Why did you run away [Plat/Veerman/Keizer/Tuijp]
8. Mariana [Veerman/Keizer/Tuijp]
9. Come on and dance [Veerman/Keizer/Tuijp]
10. On the wings of love [Veerman/Keizer/Tuijp]
11. Those good old days [Veerman/Keizer/Tuijp]
12. Drowning in the rain [Veerman/Keizer/Tuijp]